# 米尼亚内戈
米尼亚内戈（義大利語：Mignanego），是意大利热那亚省的一个市镇。总面积18.4平方公里，人口3727人，人口密度202.6人/平方公里（2009年）。ISTAT代码为010035。